# Elecciones presidenciales de Guinea de 2010
En 2010 se celebraron elecciones presidenciales en Guinea. Se llevaron a cabo bajo el sistema de dos vueltas, teniendo lugar la primera vuelta el día 27 de junio de 2010 y segunda vuelta el 7 de noviembre de 2010, después de una fecha inicial de 18 de julio y varios otros aplazamientos. Alpha Condé fue declarado ganador, con el 52,52% de los votos en la segunda vuelta. Asumió el cargo el 21 de diciembre de 2010.
Las elecciones se produjeron después de un golpe de Estado en 2008 y del intento de asesinato del líder de la junta Moussa Dadis Camara en diciembre de 2009. Hubo meses de tensión y malestar durante el proceso electoral, en el que los dos principales candidatos representaban a los dos grupos étnicos más numerosos de Guinea: los Fula y el Maninka (Malinké).Las elecciones fueron también las primeras elecciones nacionales libres celebradas en Guinea desde que obtuvo su independencia en 1958.

## Antecedentes
Inicialmente las elecciones estaban previstas para el 13 de diciembre de 2009 (con una segunda vuelta, si fuera necesario, celebrada el 27 de diciembre de 2009) tras el golpe de Estado de Guinea de 2008. Grupos civiles y políticos propusieron celebrarlos en diciembre después de las elecciones legislativas de octubre de 2009. El gobierno acordó a finales de marzo de 2009 fijar la fecha de las elecciones para el 13 y el 27 de diciembre, pero luego se retrasó nuevamente hasta el 31 de enero de 2010. 
Si bien el líder de la junta Moussa Dadis Camara, había declarado inicialmente que no se presentaría a las elecciones, el 16 de abril de 2009 declaró que él, como todo ciudadano, tenía derecho a presentarse a las elecciones. Sin embargo, en mayo de 2009 volvió a afirmar que ni él ni ninguno de los demás funcionarios implicados se presentarían a las elecciones. A pesar de esta promesa, los partidarios de Camara celebraron una manifestación en agosto de 2009 para pedirle que se quitara el uniforme y se presentara a las elecciones. Estados Unidos consideró que tenía que abstenerse de presentarse para garantizar unas elecciones libres y justas.

## Candidatos
Se aprobó la presentación de veinticuatro candidatos a las elecciones, entre ellos cuatro ex primeros ministros (Cellou Dalein Diallo, François Lonseny Fall, Lansana Kouyaté y Sidya Touré).
- Alpha Condé (AS´P)
- Sidya Touré (UFR)
- Cellou Dalein Diallo (UFDG)
- Jean Marc Telliano (RDIG)
- François Lounceny Fall (FUDEC)
- Elhadj Mamadou Sylla (UDG)
- Mamadou Diawara (PTS)
- Ibrahima Kassory Fofana (GPT)
- Bouna Keita (RGP)
- Ibrahima Abe Sylla (NGR)
- Boubacar Barry (PNR)
- M'bemba Traoré (PDU)
- Ousmane Kaba (MÁS)
- Abraham Bouré (RGUD)
- Ousmane Bah (UPR)
- Saran Daraba Kaba (CDP)
- Fodé Mohamed Soumah (GECI)
- Boubacar Bah (ADPG)
- Lansana Kouyaté (PEDN)
- Mamadou Baadiko Bah (UFD)
- Aboubacar Somparé (PUP)
- Papa Koly Kouroumah (RDR)
- Alfa Ibrahima Keïra (PR)
- Joseph Bangoura (UDIG)

## Conducta
el 10 de septiembre, el presidente de la Comisión Electoral Nacional Independiente (CENI), Ben Sekou Sylla, y otro funcionario fueron declarados culpables de manipulación de votos durante la primera vuelta de la votación. Los dos fueron condenados a "un año de prisión y una multa de dos millones de francos guineanos [350 dólares] cada uno por fraude electoral". Sylla murió en un hospital de París el 14 de septiembre tras una larga enfermedad, y las probabilidades de celebrar las elecciones a tiempo eran muy bajas a medida que aumentaban las tensiones en el país. Boubacar Diallo, director de planificación de la comisión, afirmó que "es muy improbable que las elecciones se celebren este domingo. Es un problema puramente técnico".
La Comisión Electoral Nacional Independiente dijo que la decisión de posponer las elecciones entre Jean-Marie Dore, el primer ministro interino, y los dos candidatos, Cellou Dalein Diallo y Alpha Condé, se tomó porque necesitaban "dos semanas para prepararse bien". Culparon a la falta del equipo de votación necesario, diciendo que podrían pasar hasta dos semanas hasta que los arreglos estuvieran listos y que aún no se había decidido una nueva fecha.  Las fechas del 10 de octubre, y luego el 24 de octubre, fueron propuestos para la segunda vuelta,  pero el 22 de octubre la votación se aplazó indefinidamente.

### Violencia
En la semana anterior a la segunda ronda de votación, al menos 24 personas resultaron heridas en enfrentamientos cuando partidarios de Cellou Dalein Diallo y Alpha Condé se lanzaron piedras entre sí después de un mitin de campaña. El incidente ocurrió en varias partes de Conakry, lo que marcó una señal de la escalada de tensión antes de la votación. También se informó de peleas cerca de la casa de Conde, así como cerca de la sede de su partido Rally del Pueblo Guineano en Hamdallaye. Al día siguiente, los disturbios continuaron matando al menos a una persona e hiriendo a 50.

### Corrupción
Vincent Bolloré, un multimillonario francés cercano al entonces presidente francés Nicolas Sarkozy, supuestamente dio apoyo financiero al candidato presidencial Alpha Condé en las elecciones. Se sospecha que ha ofrecido a Condé descuentos en los anuncios de su agencia de publicidad, que no ofreció igualmente a su oponente Cellou Dalein Diallo. Condé se convirtió en presidente de Guinea y otorgó concesiones portuarias a la empresa de Bolloré. Bolloré niega formalmente haber actuado mal.

## Resultados
Los resultados finales de la primera vuelta se anunciaron el 20 de julio de 2010 tras la confirmación del Tribunal Supremo, que anuló aproximadamente un tercio de los votos emitidos originalmente.  Aunque difieren significativamente de los resultados provisionales anteriores, confirmaron una segunda vuelta entre Cellou Dalein Diallo y Alpha Condé, con Diallo ganando un 43,69% contra el 18,25% de Condé y el 13,02% de Sidya Touré.
En la segunda vuelta se registró una gran participación. Los primeros resultados (del conteo en los distritos) para la segunda vuelta indicaron una carrera reñida, y los resultados finales se conocerán cuando todas las papeletas hayan sido llevadas a Conakri para su recuento. La CENI anunció los resultados preliminares la tarde del 15 de noviembre, con Condé vencedor con el 52,52% de los votos y una participación del 67,87%. Más temprano ese mismo día, ambos candidatos cantaron victoria, y Diallo dijo que no aceptaría los resultados provisionales de la CENI hasta que sus denuncias de irregularidades electorales hubieran sido investigadas.  Se esperaba que votar según criterios étnicos perjudicara a Diallo.